# الثورة الأيرلندية 1798

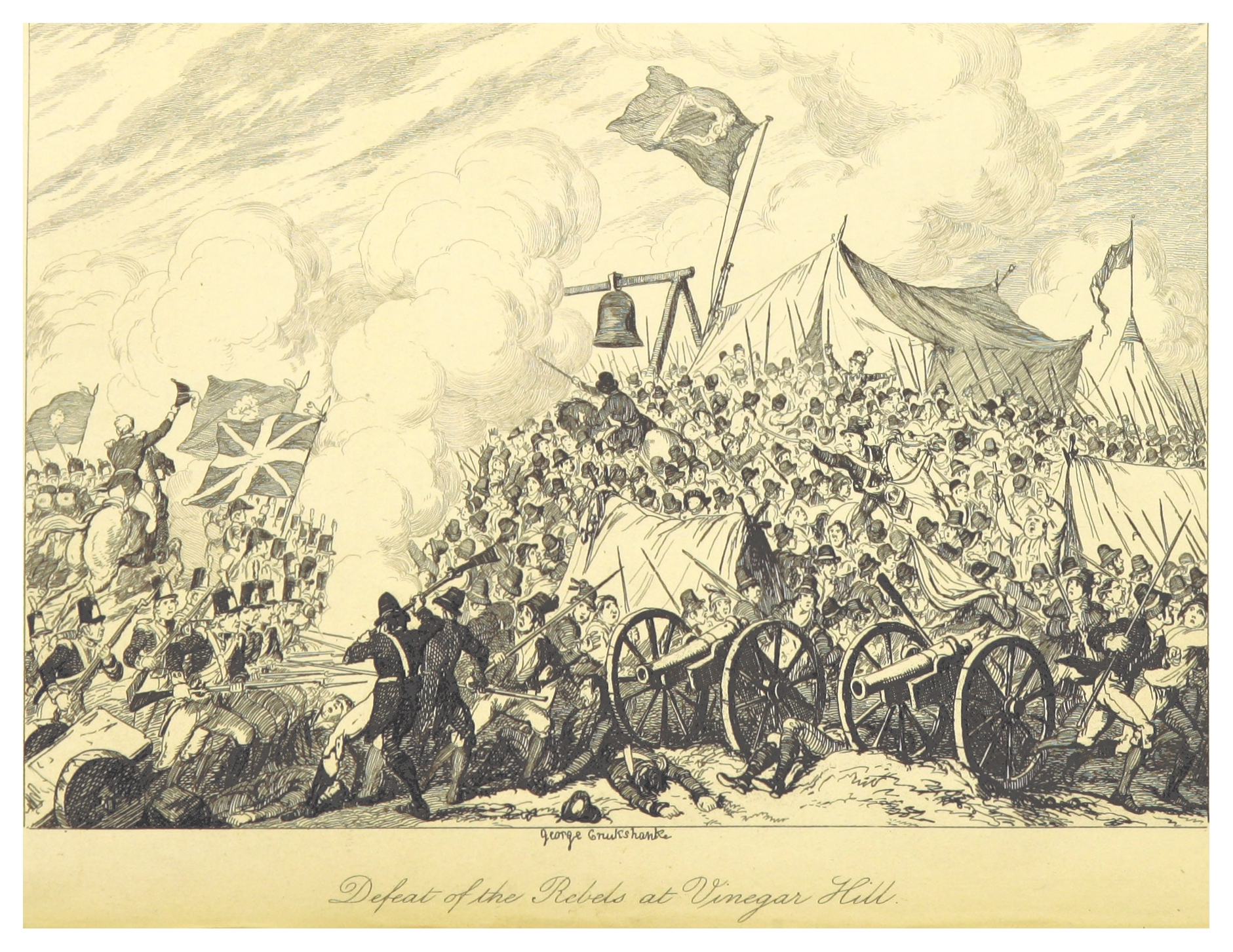
هزيمة الثوار في فينيغر هيل، لوحة جورج كروكشانك.

الثورة الأيرلندية 1798 (بالأيرلندية: Éirí Amach 1798، بالإنجليزية: Irish Rebellion of 1798)، هي انتفاضة شعبية ضد الحكم البريطاني في أيرلندا. كانت جمعية الأيرلنديين المتحدين، التي تتألف من مجموعة من الجمهوريين الأيرلنديين المتأثرين بأفكار الثورتين الأمريكية والفرنسية، هي القوة الأساسية المنظمة لهذه الثورة التي قادها أعضاء الكنيسة المشيخية والكاثوليكيين، الذين يُشكلون غالبية السكان الأيرلنديين، وذلك بسبب شعورهم بالغضب نتيجة إبعادهم عن مواقع السلطة من قبل المؤسسة الأنجليكية. دُحرت القوات الفرنسية التي قدمت إلى مقاطعة مايو من أجل نصرة الثوار من قبل القوات البريطانية والقوات الموالية للحكم البريطاني. قُمعت الثورة من قبل قوات التاج البريطاني، وتراوح عدد القتلى بين 10,000 إلى 30,000 قتيل.

## خلفية
مع انتهاء الحرب الوليمية في عام 1691، خضعت أيرلندا لسيطرة الأنجليكيين التابعين للأقلية البروتستانتية المهيمنة والذين ينتمون إلى الكنيسة الأيرلندية الموالية للتاج البريطاني. استندوا في حكمهم إلى نوع من الطائفية المؤسساتية المدونة في قوانين العقوبات التي انطوت على تمييز ضد كل من الأغلبية الأيرلندية الكاثوليكية والمنشقين (الأنجليكيون غير البروتستانتيين مثل أعضاء الكنيسة المشيخية). في أواخر القرن الثامن عشر، تأثرت بعض العناصر الليبرالية ضمن الطبقة الحاكمة بنموذج الثورة الأمريكية (1765-1783) وسعوا إلى تشكيل قضية مشتركة مع الجماهير الكاثوليكية لتحقيق الإصلاح والحصول على قدر أكبر من الاستقلال الذاتي عن بريطانيا. كما هو الحال في بريطانيا، حُظر غالبية البروتستانتيين وجميع الكاثوليكيين من التصويت بسبب عدم حيازتهم للحد الأدنى من الممتلكات. على الرغم من كون أيرلندا مملكة ذات سيادة شكلية محكومة من قبل النظام الملكي والبرلمان التابع للجزيرة الأيرلندية، وذلك بسبب سلسلة من القوانين التي سنها الإنجليز مثل قانون بوينينغز 1494 والقانون التعريفي 1719 (منح القانون الأول الإنجليز حق نقض القوانين الأيرلندية، ومنح القانون الثاني البريطانيين حق تشريع القوانين لصالح المملكة)، فقد امتلكت أيرلندا استقلالية أقل من معظم المستعمرات البريطانية في أمريكا الشمالية، ويُضاف هذا إلى قائمة المظالم التي خرج من أجلها الشعب الأيرلندي ضد النظام البريطاني.
أحست بريطانيا بالخطر بعد انضمام فرنسا إلى الأمريكيين لدعمهم في حربهم الثورية، مما دفعهم لدعوة السكان للتطوع والانضمام إلى ميليشيات مسلحة للدفاع عن أيرلندا ضد خطر الغزو الفرنسي (بسبب إرسال القوات المسلحة البريطانية النظامية إلى أمريكا). انضم الآلاف من المواطنين إلى المتطوعين الأيرلنديين. في عام 1782، استغل هؤلاء المتطوعون مكانتهم القوية الجديدة لإجبار التاج البريطاني على منح الأيرلنديين حق الحكم الذاتي وبرلمانًا أكثر استقلالية، الذي أُطلق عليه «برلمان غراتان». دفع الحزب الوطني الأيرلندي، الذي يقوده هنري غراتان، نحو منح حق التصويت لشريحة أكبر من المواطنين. في عام 1793، مرر البرلمان قانونًا يسمح للكاثوليكيين من ذوي الممتلكات المحدودة بالتصويت في الانتخابات، لكن لا يمكن لهم الترشح ولا تقلد منصب في الدولة. تأثرت العناصر الليبرالية ضمن البروتستانتية المهيمنة، الذين سعوا لزيادة عدد الشرائح التي يحق لها الانتخاب ووضع حد للتفرقة الدينية، بالثورة الفرنسية التي حصلت في دولة كاثوليكية.

### جمعية الأيرلنديين المتحدين
دفعت إمكانية تحقيق الإصلاح مجموعة صغيرة من الليبراليين البروتستانتيين في مدينة بلفاست إلى تأسيس جمعية الأيرلنديين المتحدين في عام 1791. تخطت هذه المنظمة الحدود الدينية، إذ تألف أعضاءها من أتباع الكنيسة الرومانية الكاثوليكية وأعضاء الكنيسة المشيخية وأتباع الطائفة الميثودية ومجاميع بروتستانتية منشقة أخرى، إضافة إلى بعض من أتباع البروتستانتية المهيمنة. طرحت الجمعية علنيًا سياسات لإجراء إصلاحات ديمقراطية وتحقيق انعتاق الكاثوليك، وقد أُكره البرلمان الأيرلندي على القبول بهذه الإصلاحات جزئيًا في عام 1793. أُجبرت الجمعية على التحرك بسرية والاتجاه نحو العصيان المسلح بمساعدة فرنسية، وذلك بعد اندلاع الحرب مع فرنسا في وقت سابق من عام 1793 بعد إعدام لويس السادس عشر ملك فرنسا. كانت النية المعلنة لجمعية الأيرلنديين المتحدين هي «قطع الصلة مع إنجلترا». انتشرت المنظمة في عموم أيرلندا واحتوت على نحو 200,000 عضو بحلول عام 1797. مع ذلك، فقد اشترك عدد قليل منهم في ثورة عام 1798، مما يشير إلى دعم معظم أعضائها لأهداف الجمعية، لكن ليس لدرجة اللجوء إلى العنف دون استثارتها من قبل القوات البريطانية المسلحة. اتحدت المنظمة مع جماعات المعارضة الفلاحية الكاثوليكية التي أطلقت على نفسها اسم «المدافعون»، والذين بدأوا بمداهمة البيوت بحثًا عن السلاح في عام 1793.
من أجل تعزيز قوتها المتنامية، قررت جمعية الأيرلنديين المتحدين طلب المساعدة من الحكومة الثورية الفرنسية وتأجيل موعد انطلاق الثورة حتى وصول الجنود الفرنسيين إلى الأراضي الأيرلندية. سافر ثيوبالد وولف تون، قائد الأيرلنديين المتحدين، من منفاه في الولايات المتحدة الأمريكية إلى فرنسا في عام 1796 من أجل حث فرنسا على التدخل ومساعدتهم في ثورتهم.
في هذه المرحلة، عورض الأيرلنديون المتحدون من قبل الهرمية الرومانية الكاثوليكية المهيمنة، وذلك بعد رؤيتهم لنتائج تطبيق سياسة «اجتثاث المسيحيين» في فرنسا منذ عام 1789، وقاد هذا إلى تقليل الدعم. عارضت الجيوش الفرنسية خلال سنتي 1796 و1797 الدولة البابوية في إيطاليا، وتمكن النظام الجمهوري الفرنسي في فبراير 1798 من إنشاء «جمهورية رومانية» قصيرة الأمد. خشيت الهرمية الكاثوليكية من تشكيل دولة عميلة لفرنسا في حال نجاح ثورة جمهورية يقودها الأيرلنديون القوميون البروتستانتيون.

### الغزو المجهَض (1796)
نجحت جهود القائد الأيرلندي تون بعد موافقة الفرنسيين على القيام بحملة عسكرية في أيرلندا، ورافق تون قوة مؤلفة من 14,000 جندي فرنسي تحت قيادة الفريق الأول لازار هوش والتي وصلت إلى الساحل الأيرلندي في خليج بانتري في ديسمبر من عام 1796 بعد التملص من البحرية الملكية البريطانية. مع ذلك، فقد فشل إنزال القوات على الساحل الأيرلندي بسبب العواصف المتواصلة وتردد القادة والملاحة البحرية السيئة. علّق القائد اليائس وولف تون قائلًا: «كان هذا هو المفر الأكثر حظًا للإنجليز منذ الأرمادا الإسبانية». أُجبر الأسطول الفرنسي على العودة إلى أدراجه وتفرق الجيش الذي كان من المفترض أن يُشرف على اجتياح أيرلندا وأُرسل للقتال في ساحات قتال أخرى تابعة لحروب الثورة الفرنسية.

### مكافحة التمرد وقمع الثورة
استجابت المؤسسة الحاكمة للاضطرابات واسعة النطاق عن طريق إطلاق حملة مضادة وتطبيق القانون العرفي بدءً من الثاني من مارس من عام 1797. استخدمت السلطة أساليب قمعية كثيرة منها حرق البيوت وتعذيب الأسرى وصب الزفت المغلي على رؤوسهم وقتلهم، وخاصة في مدينة أولستر بسبب كونها المنطقة الأيرلندية التي امتلك أعداد كبيرة من الكاثوليك والبروتستانت (غالبيتهم من أعضاء الكنيسة المشيخية) فيها قضية مشتركة. في مايو 1797، قمعت القوات العسكرية في مدينة بلفاست صحيفة «نورذرن ستار» التابعة للأيرلنديين المتحدين بوحشية.
استعملت المؤسسة البريطانية سياسة الطائفية للتفرقة بين الأيرلنديين المتحدين البروتستانتيين في مدينة أولستر وشجعت الحكومة سياسة «فرّق تسد» المستخدمة في استعمار البلدان. كتب العميد سي. إي. نوكس إلى الفريق الأول ليك (الذي كان مسؤولًا عن مدينة أولستر): «عملت على زيادة العداء بين البروتستانت والأيرلنديين المتحدين، أو رجال الحرية كما يحبون أن يسموا أنفسهم. تعتمد سلامة المقاطعات المركزية في الشمال على هذا العداء».
كتب الإيرل أوف كلير، اللورد تشانسلور، إلى المجلس الخاص للمملكة المتحدة في يونيو 1798: «لا شيء بإمكانه منع الثوار من القيام بثورتهم سوى اعتقادهم أنها ذات طابع بابوي في الأصل»، ويُفصح تشانسلور هنا عن أمله بعدم انتفاض الجمهوريين من أعضاء الكنيسة المشيخية في حالة اعتقادهم أن الثورة مدعومة من قبل الكاثوليكيين فقط.
انتظم الموالون للنظام في مجاميع داعمة للحكومة؛ إذ زود الكثير منهم القوات البريطانية بالجنود وبمعلومات استخبارية محلية مهمة من خلال تأسيس ما عُرف باسم «النظام البرتقالي» في عام 1795. ساهم كل من تأسيس الحكومة لكلية القديس باتريك في جامعة ماينوث من نفس السنة والاحتلال الفرنسي لمدينة روما في وقت سابق من عام 1798 في تعزيز معارضة الكنيسة الرومانية الكاثوليكية للثورة؛ فعلى الرغم من وجود بعض الاستثناءات، وقفت الكنيسة الكاثوليكية إلى جانب التاج طيلة فترة الاضطرابات.
في مارس 1798، اعتقلت الحكومة البريطانية معظم قادة الأيرلنديين المتحدين في دبلن بعد ورود معلومات استخباراتية من مخبرين مخترقين لصفوف الأيرلنديين المتحدين. فُرض القانون العرفي على غالبية أنحاء البلاد ووُضع الأيرلنديون المتحدون تحت ضغط كبير للتصرف قبل نفاد الأوان بسبب الممارسات الوحشية التي رافقت تطبيق هذا القانون. اندلعت ثورة في مدينة كاهير ضمن مقاطعة تيبيراري كرد فعل لتطبيق القانون العرفي، لكنها سُحقت سريعًا من قبل قائد شرطة المقاطعة، العقيد توماس جودكين-فيتزجيرالد. هيمن المسلحون تحت قيادة سامويل نيلسون واللورد إدوارد فيتزجيرالد وبمساعدة المتآمر إدموند غالاغر على ما تبقى من قيادة جمعية الأيرلنديين المتحدين وقرروا القيام بالثورة دون دعم فرنسي، وحددوا تاريخ 23 مايو موعدًا لانطلاق الثورة.